# Aphelia viburnana
The Bilberry Tortrix (Aphelia viburnana) là một loài bướm đêm thuộc họ Tortricidae. Loài này có ở châu Âu.

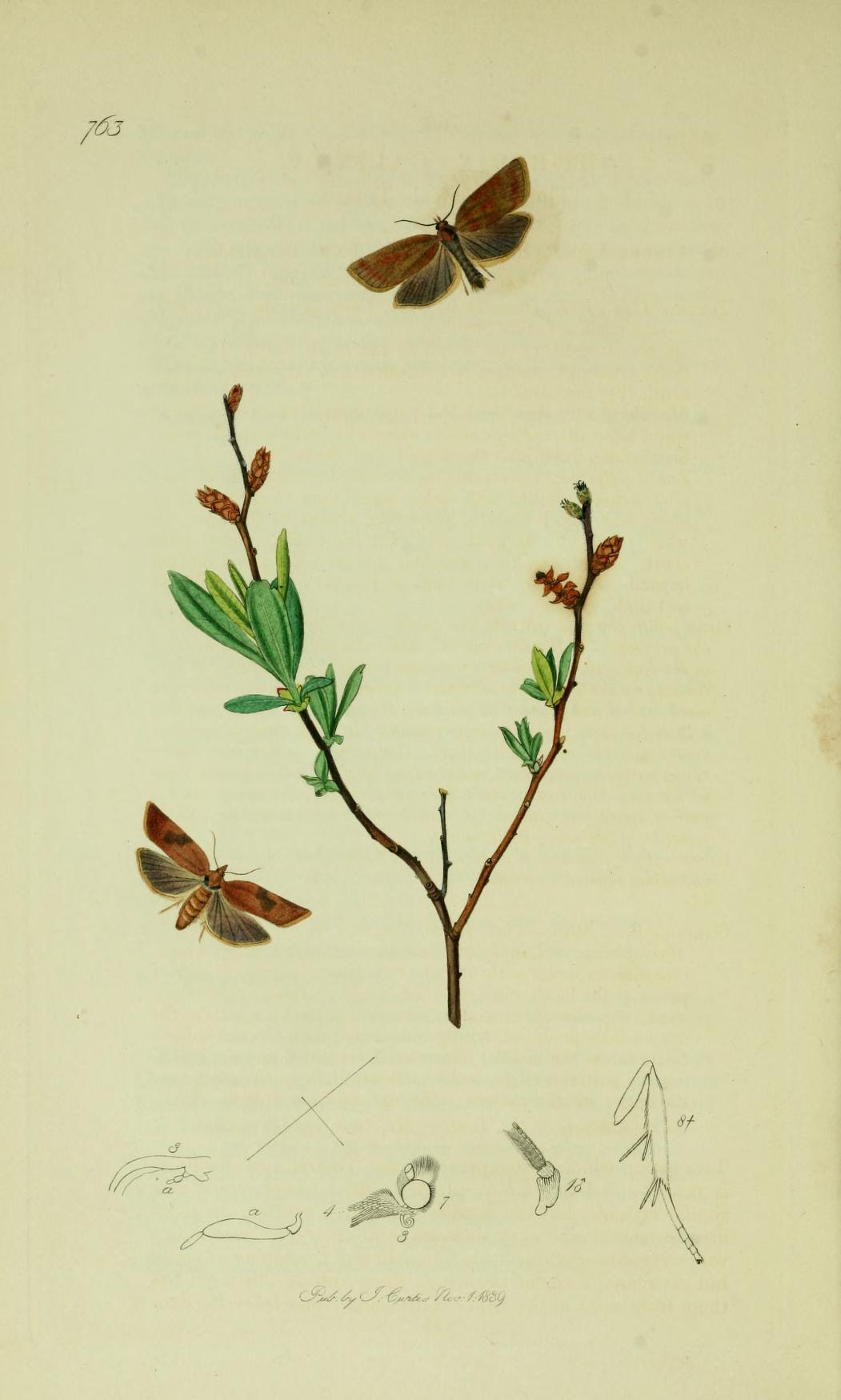
Hình minh họa from John Curtis's British Entomology Volume 6

Chiều dài cánh trước là ca. 11 mm. Con trưởng thành bay từ tháng 6 đến tháng 9. .
Ấu trùng ăn vaccinium và ericaceae, but also liễu.